# Lijnbladig hertshooi
Lijnbladig hertshooi (Hypericum linariifolium) is een overblijvende plant uit de hertshooifamilie (Hypericaceae). De soort komt van nature voor in Zuidwest-Europa en is inheems in Wallonië.  Het aantal chromosomen is 2n = 16.
De plant wordt 10-40 cm hoog met bijna cilindrische, rechtopstaande of opgaande, vaak roodachtige stengels. De lineaire of lineair-langwerpige bladeren zijn stomp en hebben gekrulde randen, die omzoomd zijn door zwarte, niet doorzichtige klieren.
Lijnbladig hertshooi bloeit in juni en juli met gele, tot 2 cm grote bloemen, die van onderen vaak rood aangelopen zijn. De bloeiwijze is een losse, samengestelde tuil. De kelkbladen zijn lancetvormig-puntig of afgeknot en hebben zwarte stippen en lange klierhaartjes. De bloembladen zijn 3 keer zo lang als de kelk.
De vrucht is een ovale doosvrucht, die 1-2 keer langer is dan de kelk.

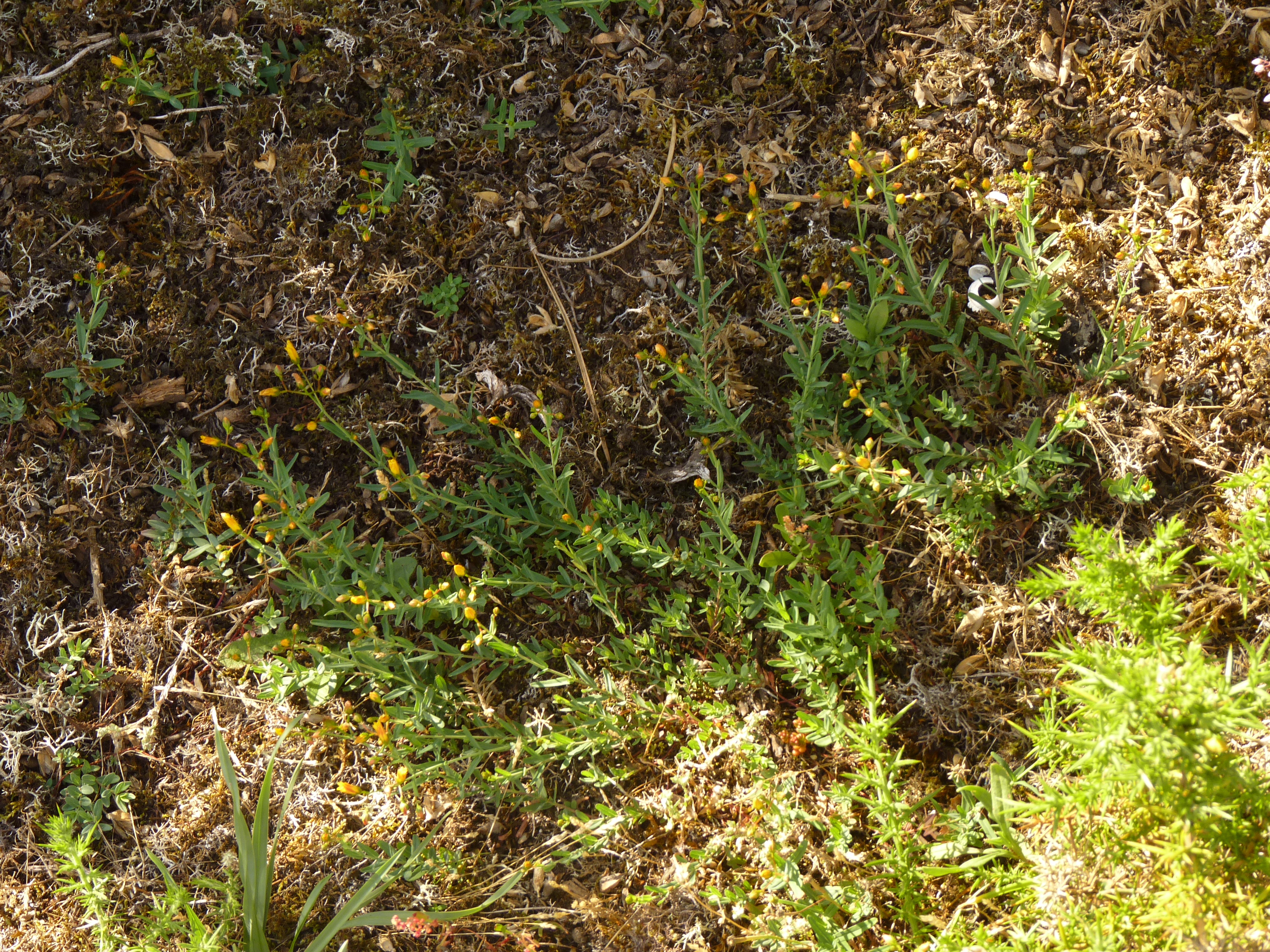
Plant
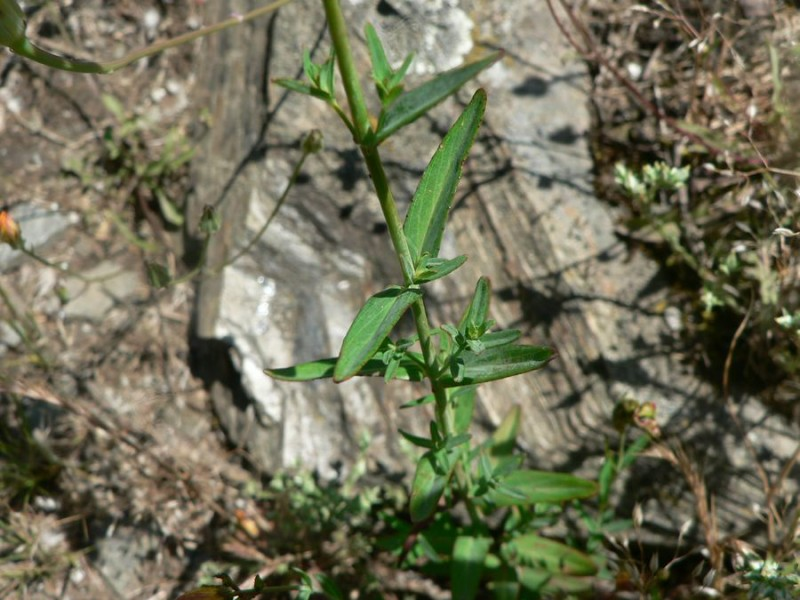
Blad
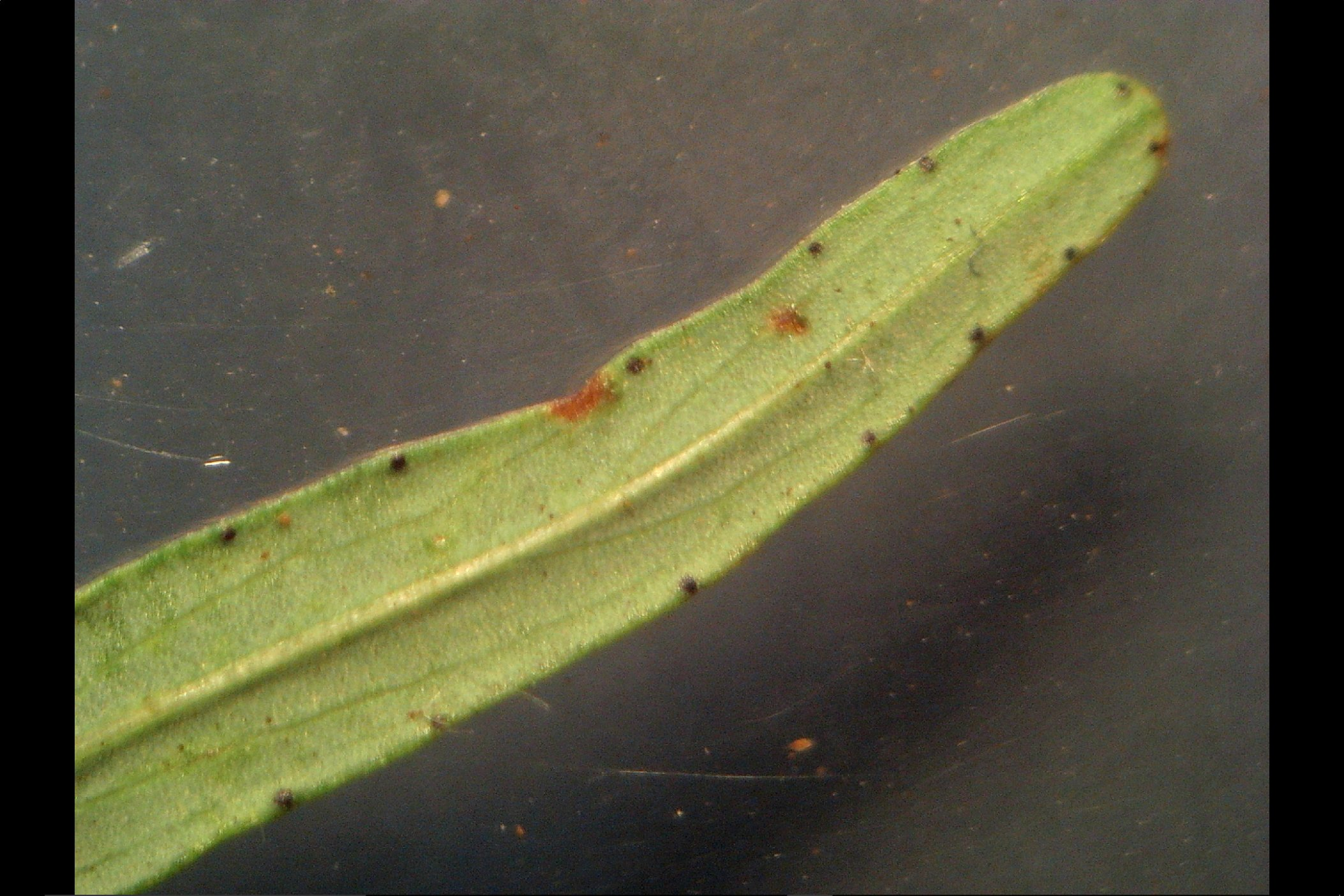
Acterzijde blad
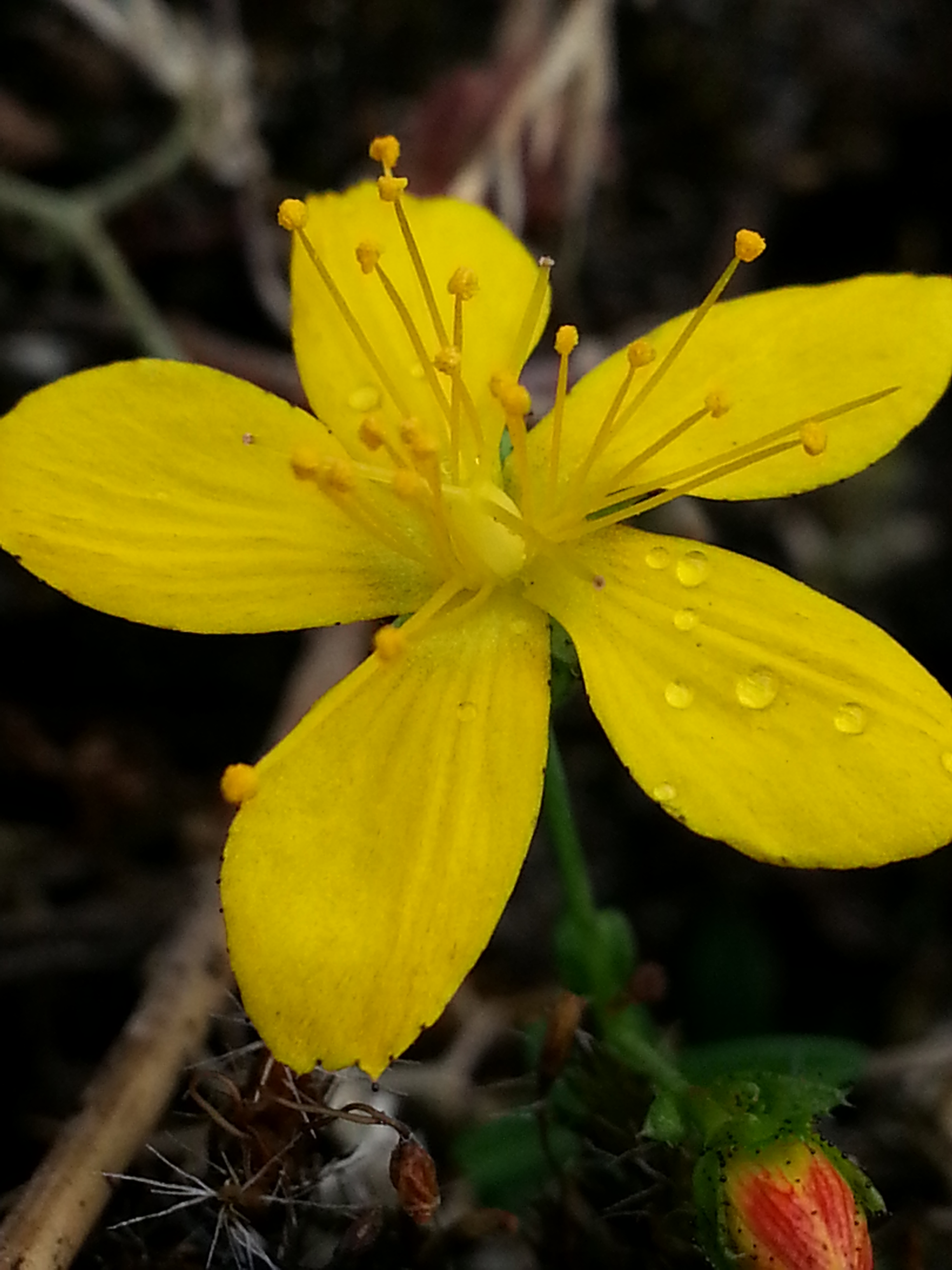
Bloem
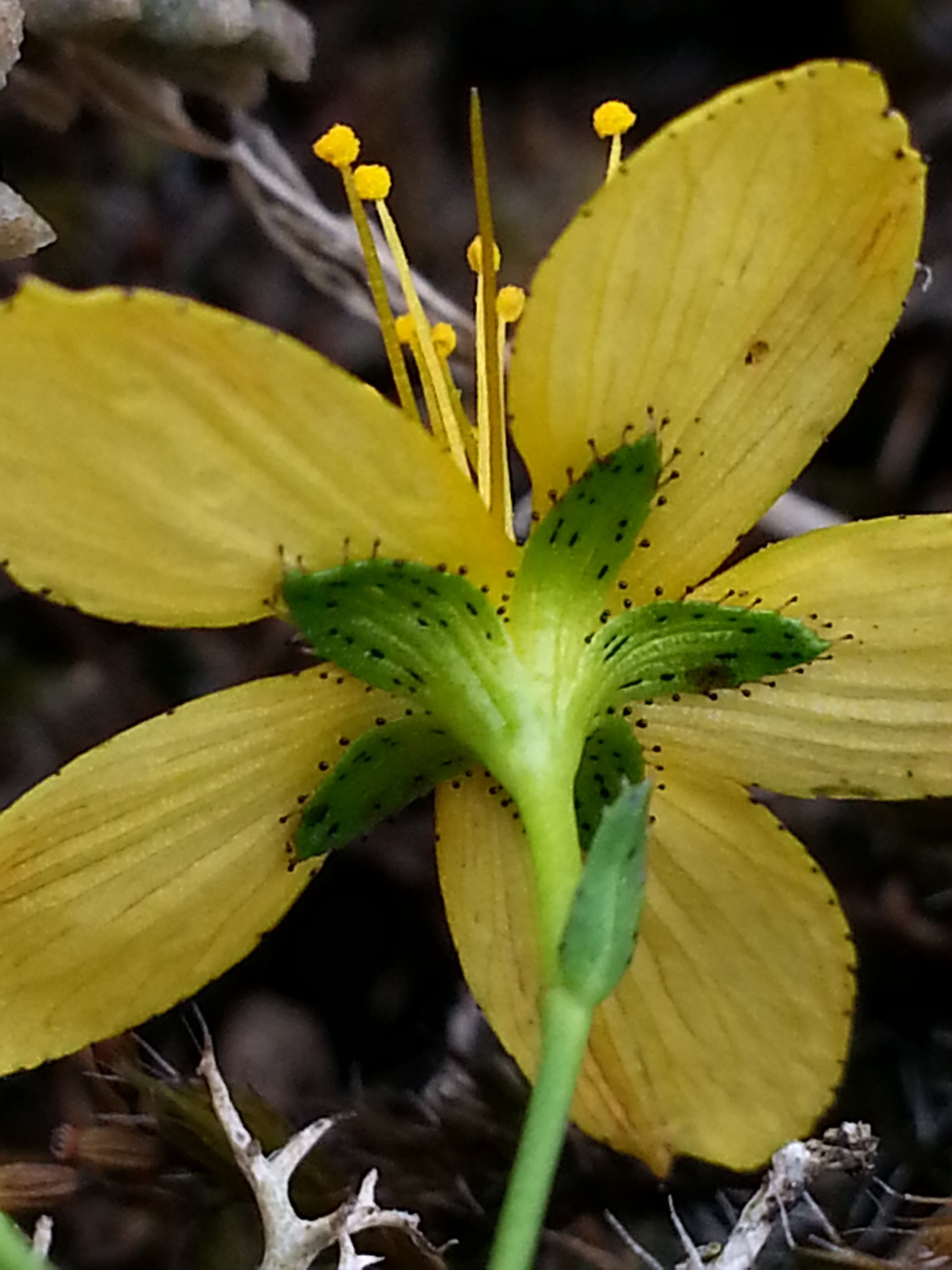
Kelk
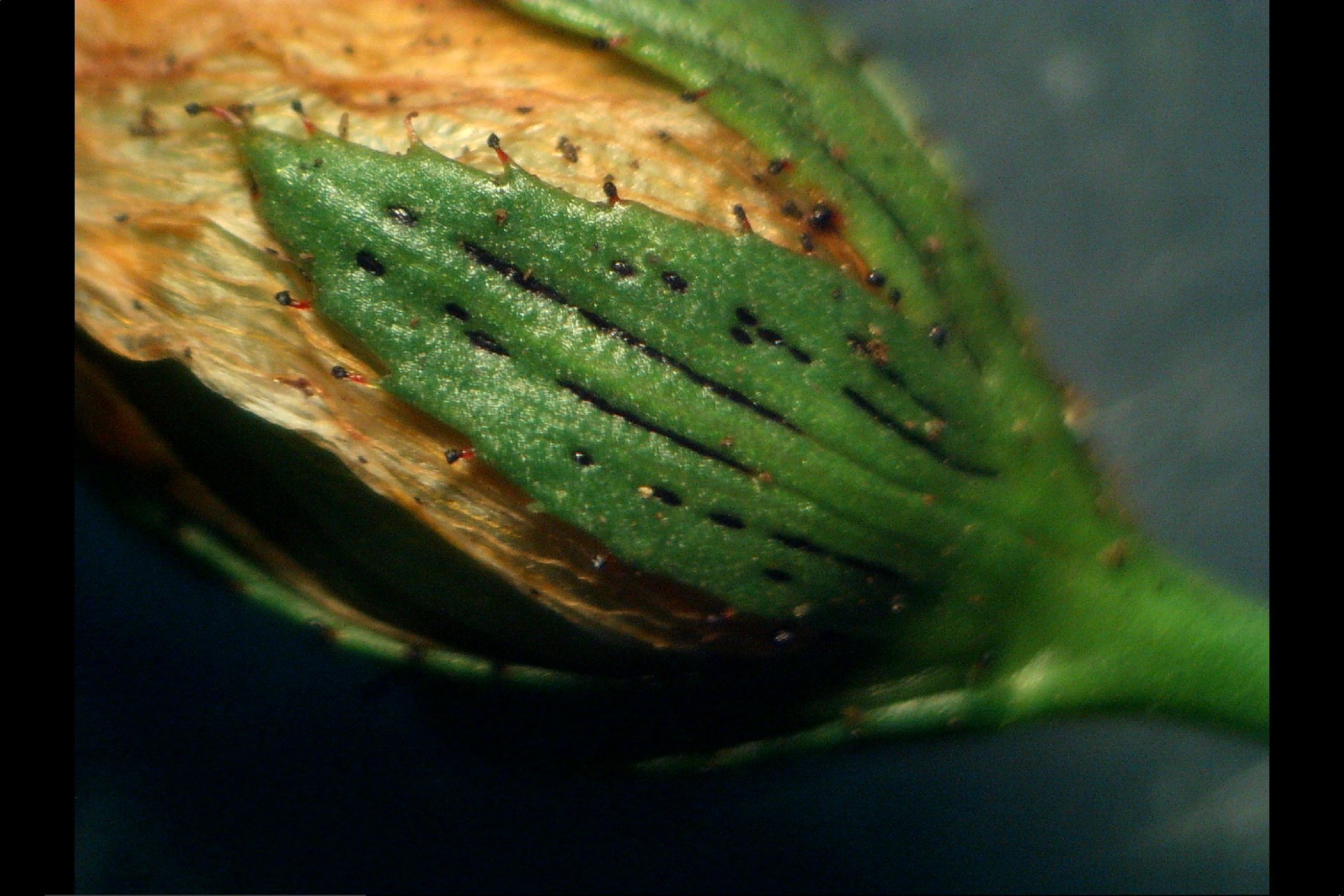
Kelkblad

Lijnbladig hertshooi komt voor op droge plaatsen op zwak zure tot zure, ondiepe, rotsachtige grond.